# Tadeusz Kamiński (powstaniec)

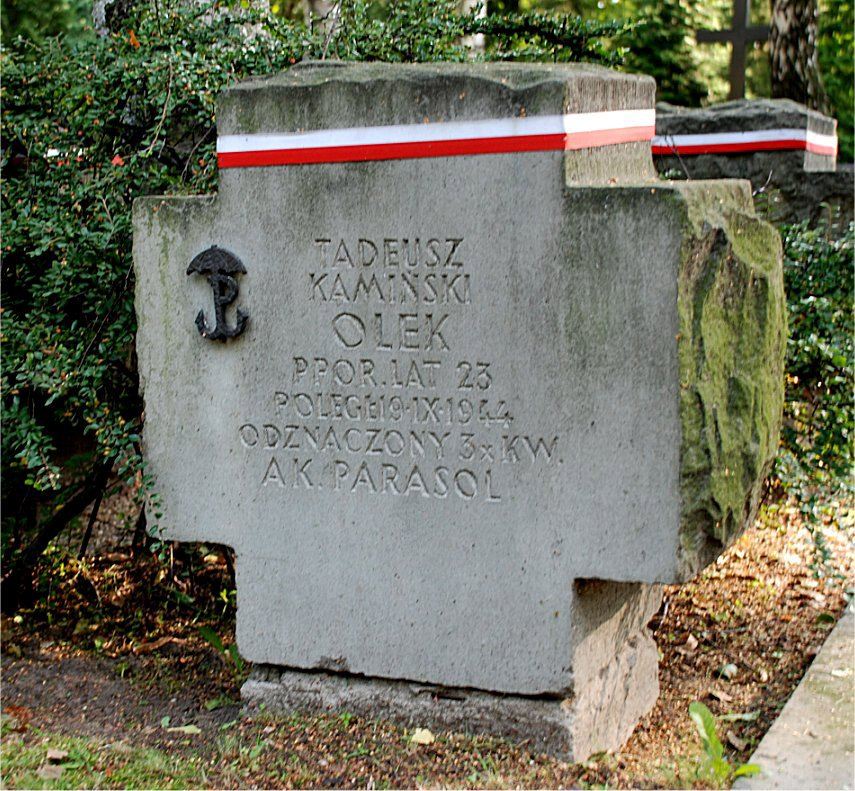
Mogiła na Powązkach

Tadeusz Kamiński ps. Olek (ur. 12 listopada 1921 w Ostrowie Wielkopolskim, zm. 20 września 1944 w Warszawie) – podporucznik, uczestnik powstania warszawskiego jako dowódca III plutonu 1. kompanii batalionu „Parasol” Armii Krajowej.

## Życiorys
Syn Walentego. Jego braćmi byli między innymi Jan Kamiński (oficer AK) oraz Władysław Kamiński (pilot Poznańskiego Dywizjonu 302).
Podczas okupacji niemieckiej działał w polskim podziemiu zbrojnym. Uczestniczył w specjalnej operacji bojowej „Milke” oraz w akcji „Stamm”.
Podczas powstania warszawskiego wraz ze swoim oddziałem walczył na Woli i Starym Mieście. Poległ 19 września 1944 w walkach powstańczych na Czerniakowie. Miał 23 lata. Pochowany w kwaterach żołnierzy i sanitariuszek batalionu „Parasol” na Wojskowych Powązkach w Warszawie (kwatera A24-7-9).
Odznaczony dwukrotnie Krzyżem Walecznych.